# 头堆村
头堆村位于北京市海淀区高梁桥北下关一带，现在的北京动物园海洋馆的东面。头堆村所处的位置是皇帝前往颐和园、圆明园方向的必经之路。根据过去的礼制，皇帝出行前，要对必经之路进行“黄土垫地，清水泼街”，因此皇帝经常经过的道路两侧要准备一堆堆的黄土。头堆村位于出西直门后第一堆黄土的位置，以后演变为村名。
以前因村民将闲置的平房租给从事图书盗版活动的外来人员，也被戏称为“盗版胡同”。
现头堆村已不复存在，取代的是商品房楼盘“长河湾”。